# يوهان بيتر فون لانغر
يوهان بيتر فون لانغر (بالألمانية: Johann Peter von Langer)‏ هو أستاذ جامعي ورسام ألماني، ولد في 1 يوليو 1756 في Kalkum ‏ في ألمانيا، وتوفي في 6 أغسطس 1824 في ميونخ في ألمانيا.